# Game Therapy
Game Therapy è un film del 2015 diretto da Ryan Travis e distribuito da Key Films; i protagonisti della pellicola sono alcuni famosi youtuber italiani.

## Trama
Il film inizia con un'intervista al più grande creatore di videogiochi: Holden Latter. L'uomo afferma di voler creare un mondo virtuale in cui l'impossibile diventa possibile, un mondo in cui il giocatore può trovare tutto ciò che cerca.
Francesco è un giovane hacker con una vita complicata: a scuola è tormentato dal bullo Gianfilippo, la madre, che ha cacciato di casa il padre, ha appena iniziato una relazione con una donna più giovane, e viene obbligato ad essere seguito da psicologi.
Giovanni invece è un gamer amico di Francesco che passa le sue giornate davanti a computer e PlayStation.
Suo fratello Federico, maestro di meditazione orientale, cerca di aiutarlo con la sua dipendenza.
Un giorno Francesco trova un easter egg all'interno di un programma ideato da Holden e hackerandolo trova delle coordinate che lo portano sotto la metropolitana dove scopre una delle più grandi invenzioni sulla terra: un dispositivo che tramite un collegamento cerebrale riesce a mandare la coscienza di una persona all'interno di un videogame. Il videogame viene descritto paragonandolo a Saturno: ci sono vari livelli concentrici (come gli anelli del pianeta appunto) e si può passare da un livello all'altro tramite un ascensore chiamato navetta. Ogni livello rappresenta famosi videogame come Assassin's Creed, Just Dance e GTA V. Il tutto viene controllato da Francesco che può far comparire cose a suo piacimento all'interno della realtà virtuale.
Il giorno dopo Francesco decide di iniziare la "Game Therapy" con Giovanni che viene caricato cerebralmente in Assassin's Creed mentre Francesco lo segue passo passo collegato a un computer al di fuori del mondo virtuale. Giovanni impara a controllare il suo avatar che può spingersi oltre i limiti della razza umana. Per addestrare Giovanni, Francesco lo manda in Call of Duty dove qui viene ferito. Se un giocatore viene ferito la sua coscienza subisce danni e in caso di morte è impossibile ricollegarlo nel videogioco ma può solo ritornare alla vita reale. Uscito dal dispositivo Francesco e Giovanni cominciano a darsi appuntamenti per la loro Game Therapy.
Nei giorni che seguono Giovanni si innamora della bella Danika con cui inizia una relazione. La Game Therapy continua e all'interno di Just Dance Giovanni viene umiliato perché non riesce a ballare. Poi in GTA V Giovanni mostra molta compassione salvando una bambina da una sparatoria tra trafficanti sebbene la missione del videogioco non lo richiedesse. Ma in Uncharted Giovanni e Francesco scoprono che all'interno del gioco c'è un'entità sconosciuta: uno Spettro, una sorta di virus e quindi non originario del gioco. Lo Spettro tenta di uccidere Giovanni cercando di rinchiuderlo in una cubo-prigione: se così accadesse Giovanni verrebbe scollegato dal suo corpo finendo in coma. Fortunatamente Francesco lo fa evadere con il pulsante Evacuazione di Emergenza.
Francesco rivela a Giovanni le sue vere intenzioni: vuole trovare la chiave del Multiverso, un universo in cui tutto è possibile e il mondo viene comandato dal giocatore, così da entrarci ed abbandonare la vita reale che ritiene piena di insoddisfazioni. Ritentando di prendere la chiave Giovanni viene quasi ucciso e Francesco è costretto a disconnetterlo.
Intanto la vita di Giovanni peggiora poiché è costretto a scegliere tra Danika e la Game Therapy e non riesce a fare la cosa giusta. Francesco riesce a creare una modalità multiplayer per recuperare la chiave. Francesco e Giovanni arrivano a Battlefield, dove affrontano lo Spettro, scoprendo che si tratta nientemeno che di Holden Latter, il creatore del Multiverso che voleva trovare la chiave per controllarlo, ma qualcosa lo ha scollegato imprigionandolo all'interno della realtà virtuale. Infatti egli ha programmato le coordinate nell'Easter Egg affinché qualcuno scoprisse il suo dispositivo per connettersi nel Multiverso e trovasse la chiave per lui. Dopo un violento combattimento tutti e tre vengono trasportati nella Master Console, uno spazio interstellare dove sono generati tutti i codici e i dati di gioco. Holden trafigge Giovanni e combatte contro Francesco, ma fortunatamente Giovanni si libera e lancia un dispositivo che risucchia il codice sorgente di Holden intrappolandolo; prima di sparire, però, lancia un pugnale a Giovanni che uccidendolo lo rimanda nel mondo reale. Francesco, rimasto all'interno, per impedire che il gioco finisca nelle mani del glitch di Holden, ma anche per farla pagare a sua madre, che lui ritiene colpevole di aver distrutto la famiglia che erano, decide di aprire con la chiave la Master Console diventando il Master Gamer. Francesco può ora controllare ogni cosa del gioco, ma a un caro prezzo: non potrà mai più ritornare nel mondo reale, e se viene disconnesso morirà diventando un codice. La natura suicida dell'azione di Francesco salva il Multiverso che si spegne e va in tilt. Nel mondo reale, Giovanni riesce a superare i test di scuola, a riallacciare i rapporti col fratello e a rimettersi finalmente con Danika.
Durante i titoli di coda appare una scena finale: un giorno, Giovanni, preoccupato per Francesco, chiama suo fratello e Gianfilippo per andare con lui a salvare l'amico rimasto nel Multiverso.

## Produzione
Il film, girato nel 2015 tra Italia, Marocco e Los Angeles, è una coproduzione Italia-Stati Uniti. Le case di produzione sono Indiana Production, Web Stars Channel e Pulse Films.

## Promozione
Il 3 luglio è uscito il primo teaser trailer del film sul canale YouTube di Lucky Red. Il trailer ufficiale è uscito il 28 agosto.

## Distribuzione
Il film è stato presentato in anteprima nazionale il 21 ottobre 2015 alla Festa del Cinema di Roma. All'anteprima erano presenti anche molti youtuber italiani. Il film è uscito nelle sale italiane il giorno dopo in 250 sale, distribuito da Key Films. Il 2 novembre 2016 è stato distribuito anche in Giappone col titolo The Virtualist (ザ・ヴァーチャリスト?).

## Accoglienza
Incassi
Nel primo weekend di programmazione il film incassa 740 000 euro, piazzandosi al quinto posto. Alla fine l'incasso totale è stato di 1 341 185 euro, risultando così un flop con un budget di 2 000 000 euro.
Critica
Il film ha ottenuto soprattutto opinioni e giudizi negativi dalla critica italiana. Gabriele Niola sul sito MyMovies ha scritto che "Un'idea formidabile e potenzialmente eccitante diventa un film retroguardista e con una trama piena di buchi".
Giorgio Viaro su BestMovie.it scrive che "Il film ha un intento educativo esplicito, ma in realtà il centro dell'interesse è linguistico: nel senso che Favij e Clapis parlano una lingua che al cinema e in TV non si sente mai; costruiscono un ponte con la Rete e soprattutto con il mondo dei gamers, più in generale con la generazione dei ragazzi dai 12 ai 16 anni. Purtroppo il film questo spazio lo concede di rado, ed anzi compie l'errore più banale: quello di chiuderli dentro un messaggio e una scatola narrativa, al contempo rigida e sbilenca".
Antonio Cuomo su Movieplayer.it scrive "Non vogliamo essere snob e bistrattare Game Therapy per principio [...] Ma se ci viene presentato come film, se arriva in sala (in circa trecento sale, tra l'altro), non possiamo non notare la banalità dello script e della sua costruzione, la qualità dei costumi che sfigura al confronto di alcuni cosplayer visti in giro per fiere specializzate, la recitazione insufficiente, il livello medio che si attesta su quello da webserie non particolarmente ispirata. Perché questa è la sensazione che dà".
Davide Turrini su il Fatto Quotidiano scrive che "è bastato far scorrere qualche sequenza per capire che Game Therapy è parente di uno qualsiasi dei cinepanettoni anni novanta/primi duemila che volevano intrattenere a tutti i costi lo spettatore nonostante la stanca ripetizione della riuscita matrice originaria".

## Riconoscimenti
- 2016 - David di Donatello
  - Candidatura per i migliori effetti speciali[9]